# Choranthias salmopunctatus
Choranthias salmopunctatus là một loài cá biển thuộc chi Choranthias trong họ Cá mú. Loài này được mô tả lần đầu tiên vào năm 1981. Anthias salmopuncatus là danh pháp đồng nghĩa với loài này.

## Phân bố và môi trường sống
C. salmopunctatus có phạm vi phân bố nhỏ hẹp ở Trung Đại Tây Dương. Loài này chỉ có thể được tìm thấy tại quần đảo São Pedro và São Paulo ở độ sâu khoảng từ 30 đến 35 m, và được xem là một loài đặc hữu của Brazil. Chúng thường được nhìn thấy trong các bãi đá ngầm và ẩn nấp vào kẽ đá khi có nguy hiểm.
C. salmopunctatus trước đây được xếp vào Loài dễ bị tổn thương vào năm 1996. Tuy nhiên, chỉ có các nhà khoa học và quân nhân nói chung là "những vị khách" đặt chân đến những hòn đảo này và họ không được cho là mối nguy hại đến với C. salmopunctatus. Các tàu đánh cá của Brazil đã khai thác khu vực này từ năm 1988, và các loài chính được nhắm đến là cá ngừ đại dương.
Các nhà ngư học Brazil đã không tìm được bất kỳ một cá thể nào của C. salmopunctatus trong khoảng năm 1999 - 2001, ngay cả ở độ sau trên 60 m. Tuy nhiên, khoảng đầu năm 2006, nhiều nhà nghiên cứu đã phát hiện vài cá thể của C. salmopunctatus bơi lẫn vào đàn của cá thia Chromis multilineata.

## Mô tả
Chiều dài cơ thể lớn nhất được ghi nhận ở C. salmopunctatus là khoảng 6 cm. Thân thuôn dài, hình bầu dục. Đầu và thân có màu cam sáng với các đốm màu hồng cam rải rác khắp thân. Đầu có 3 dải sọc hồng. Mống mắt chủ yếu có màu vàng nâu, ngoại trừ màu tím ở trên và dưới. Các vây có thể có màu hồng cam, hồng hay vàng. Đuôi xẻ thùy, chóp nhọn; thùy trên dài hơn thùy dưới.
Số gai ở vây lưng: 10; Số tia vây mềm ở vây lưng: 15; Số gai ở vây hậu môn: 3; Số tia vây mềm ở vây hậu môn: 7; Số tia vây mềm ở vây ngực: 20 - 22; Số lược mang: 32 - 35.
Thức ăn của C. salmopunctatus có lẽ là các loài sinh vật phù du và động vật giáp xác.